# Tanacetipathes thamnea
Tanacetipathes thamnea is een Antipathariasoort uit de familie van de Myriopathidae. De wetenschappelijke naam van de soort is voor het eerst geldig gepubliceerd in 1981 door Warner.